# Mollerup Sø
Mollerup Sø är en sjö i Danmark.   Den ligger i Skive kommun i Region Mittjylland, 250 km väster om Köpenhamn. Mollerup Sø ligger 0,2 meter över havet. Omgivningarna runt Mollerup Sø är en mosaik av jordbruksmark och naturlig växtlighet.